# ACEA-1011
ACEA-1011 je antagonist AMPA receptora.